# 香积寺 (西安)
34°07′28″N 108°53′17″E / 34.12457°N 108.888°E
香积寺，是汉传佛教净土宗祖庭之一，位于中国陕西省西安市长安区郭杜街道神禾原。

## 历史
净土宗二祖善导大师圆寂后，其弟子怀恽于唐高宗永隆二年（681年）於長安城西北處的神禾原为其建「崇灵塔」祭奠安葬骨灰，后在善导塔周边发展出一座寺院，落成于唐中宗神龙二年（706年），称香积寺。该寺一度为长安名刹。安史之乱后，位處戰場的香積寺开始衰败，武宗灭佛更是几乎将其毁灭。
宋太宗太平兴国三年（987年）一度改名开利寺，不久改回原名。清朝乾隆年间、中华民国初年先后重建修缮。
现建筑除善导塔外多为1980年重建。寺内崇灵塔为密檐式仿木结构，平面呈正方形，原为13层，后因塔顶塌陷，现为11层，高33米。